# كارولين كوينتن
كارولين كوينتن (بالإنجليزية: Caroline Quentin)‏ هي ممثلة بريطانية، ولدت في 11 يوليو 1960 في Reigate ‏ في المملكة المتحدة.

## وصلات خارجية
- كارولين كوينتن على موقع IMDb (الإنجليزية)
- كارولين كوينتن على موقع ميوزك برينز (الإنجليزية)
- كارولين كوينتن على موقع قاعدة بيانات الأفلام السويدية (السويدية)
- كارولين كوينتن على موقع ديسكوغز (الإنجليزية)
- كارولين كوينتن على موقع قاعدة بيانات الفيلم (الإنجليزية)